# Karl von Goebel
Karl Eberhard Immanuel Ritter von Goebel (adlad 1909), född 8 mars 1855 i Billigheim, Baden, död 9 oktober 1932 i München, var en tysk botaniker.
von Goebel blev filosofie doktor i Strassburg 1877 och var från 1891 professor i botanik vid universitetet i München samt direktor för därvarande botaniska trädgård och växtfysiologiska institut. Han var en av sin tids främsta växtmorfologer och biologer. Han redigerade från 1889 tidskriften "Flora". 
von Goebel blev ledamot av Fysiografiska sällskapet i Lund 1900, av Vetenskapssocieteten i Uppsala 1912, av Accademia dei Lincei i Rom 1914 och av svenska Vetenskapsakademien 1917. Han blev hedersdoktor vid Uppsala universitet 1907 och tilldelades Linnean Medal av Linnean Society i London 1931.
Auktorsnamnet K.I.Goebel kan användas för Karl von Goebel i samband med ett vetenskapligt namn inom botaniken; se Wikipediaartiklar som länkar till auktorsnamnet.